# Atletismo nos Jogos Pan-Americanos de 1979 - 3000 m feminino
A prova dos 3000 m feminino nos Jogos Pan-Americanos de 1979 foi realizada em San Juan, Porto Rico.

## Medalhistas
| Ouro                              | Prata                          | Bronze                |
| Janice Merrill USA Estados Unidos | Julie Brown USA Estados Unidos | Geri Fitch CAN Canadá |

## Resultados
| Posição           | Nome            | Nacionalidade      | Tempo   | Notas |
| ----------------- | --------------- | ------------------ | ------- | ----- |
| Medalha de ouro   | Janice Merrill  | USA Estados Unidos | 8:53.6  |       |
| Medalha de prata  | Julie Brown     | USA Estados Unidos | 8:59.9  |       |
| Medalha de bronze | Geri Fitch      | CAN Canadá         | 9:35.7  |       |
| 4                 | Carmen Garduño  | MEX México         | 9:49.5  |       |
| 5                 | Carmen Montañez | PUR Porto Rico     | 10:14.8 |       |
| 6                 | Angelita Lind   | PUR Porto Rico     | 10:30.8 |       |
| 7                 | Norma Franco    | ESA El Salvador    | 10:55.8 |       |
| 8                 | Edith Rodríguez | HON Honduras       | 11:41.5 |       |